# Deuterophysa costimaculalis
Deuterophysa costimaculalis là một loài bướm đêm trong họ Crambidae.